# Debbie Willcox
Deborah Ann Willcox (Filadélfia, 16 de janeiro de 1958) é uma ex-ginasta estadunidense, que competiu em provas de ginástica artística.
Willcox fez parte da equipe estadunidense que disputou os Jogos Pan-americanos da Cidade do México, no México. Neles, foi membro da seleção pentacampeã por equipes, ao superar as canadenses. Individualmente, subiu ao pódio ainda na prova do salto, conquistada pela compatriota Kolleen Casey, como medalhista de prata. Ao longo da carreira, competiu ainda nos Jogos Olímpicos de Montreal, no Canadá, no qual atingiu como melhor colocação, o sexto lugar por equipes e o 18º no individual geral.